# Tomasz Kot (jezuita)
Tomasz Kot SJ (ur. 3 stycznia 1966 w Lublinie) – polski jezuita, prowincjał zakonny (2009–2015), teolog, biblista.

## Życiorys
Absolwent II LO im. Hetmana Jana Zamoyskiego w Lublinie (1984). Do zakonu jezuitów (Towarzystwa Jezusowego) wstąpił w 1985 w Kaliszu. W latach 1987–1990 studiował filozofię w Krakowie, w latach 1992–1995 teologię w jezuickim Centre Sèvres w Paryżu. Święcenia kapłańskie przyjął 27 czerwca 1996 w Warszawie. W latach 1995–2001 studiował teologię biblijną w Papieskim Uniwersytecie Gregoriańskim w Rzymie, gdzie uzyskał doktorat w 2001.
Od 2001 wykłada na Papieskim Wydziale Teologicznym w Warszawie i Papieskim Uniwersytecie Gregoriańskim w Rzymie. Od 2006 do 2009 redaktor naczelny „Przeglądu Powszechnego”. Dnia 20 marca 2009 decyzją generała Adolfo Nicolása został mianowany prowincjałem Prowincji Wielkopolsko-Mazowieckiej Towarzystwa Jezusowego. Funkcję tę pełnił do 2015. Dnia 4 lipca 2015 decyzją generała Adolfo Nicolása został mianowany Konsultorem Generalnym oraz Asystentem Regionalnym dla Europy Centralnej i Wschodniej.